# Lanius meridionalis
Il Lanius meridionalis (Temminck, 1820) è un uccello passeriforme della famiglia Laniidae.